# Blachownia
Blachownia é um município da Polônia, na voivodia da Silésia e no condado de Częstochowa. Estende-se por uma área de 36,66 km², com 9 735 habitantes, segundo os censos de 2016, com uma densidade de 265,5 hab/km².